# Министерство образования Малайзии
Министерство образования Малайзии — орган исполнительной власти Малайзии, отвечающий за государственную политику в сфере образования, включая обязательное, довузовское , техническое и профессиональное образования, стандарты учебной программы и общеобразовательные школы.

## Руководство
Фадлина Сидек — действующий министр образования с 3 декабря 2022 г..

## Политическое значение
Исторически сложилось, что должность министра образования считается "трамплином" для будущих малайзийских премьер-министров. Все малайзийские премьер-министры до настоящего времени занимали эту должность в своей карьере, кроме первого и девятого премьер-министров, Тунку Абдул Рахмана и Исмаила Сабри Яакоба .